# Hydropsyche brunneipennis
Hydropsyche brunneipennis is een schietmot uit de familie Hydropsychidae. De soort komt voor in het Nearctisch gebied.